# Episodi di Spider Riders

Il logo della serie

Questa è la lista degli episodi di Spider Riders, serie televisiva anime realizzata dagli studi Cookie Jar Entertainment, Bee Train, Yomiko Advertising e P.A.Works (solo prima stagione). La serie è un adattamento degli omonimi romanzi fantasy editi dalla statunitense Newmarket Press dal 2004 al 2006.
Si compone di 52 episodi dipartiti in due differenti stagioni da 26 episodi l'una dal titolo Spider Riders -Oracle no yusha-tachi- (スパイダーライダーズ ~オラクルの勇者たち~?, Supaidā Raidāzu ~Orakuru no yūsha-tachi~, lett. "Spider Riders -Gli eroi dell'Oracolo-"), andata originariamente in onda in Giappone su TV Tokyo dal 5 aprile al 27 settembre 2006, e Spider Riders -Yomigaeru taiyo- (スパイダーライダーズ ～よみがえる太陽～?, Supaidā Raidāzu ~Yomigaeru taiyō~, lett. "Spider Riders -Sole risorto-"), trasmessa invece su Kids Station dal 14 aprile al 13 ottobre 2007. La prima stagione impiega come sigla d'apertura ALRIGHT di Japanese Geronimo & Love Guerrilla Experience mentre in chiusura Twilight Time (トワイライトタイム?, Towairaito Taimu) di MCU (ep. 1-13) e Koi no keshiki (恋の景色?) (ep. 14-26). La seconda stagione fa uso dei brani Brave Heart (ブレイヴハート?, Bureivu Hāto) di Saeko Chiba (apertura) e Toward a Dream di Sanae Kobayashi (chiusura).
In Italia è invece andata in onda su Italia 1 dal 6 ottobre 2008 al 24 febbraio 2009 in un'unica stagione, sia con gli episodi interi che con quelli divisi in due metà da 11 minuti. Dal 25 luglio 2010 è stata riproposta su Hiro con gli episodi interi. La sigla italiana è intitolata Spider Riders, musica di Cristiano Macrì, testo di Graziella Caliandro e cantata da Antonio Divincenzo.

## Lista episodi
| Nº                            | Titolo italiano Giapponese 「Kanji」 - Rōmaji - Traduzione letterale                                                   | In onda           | In onda             |
| Nº                            | Titolo italiano Giapponese 「Kanji」 - Rōmaji - Traduzione letterale                                                   | Giapponese        | Italiano            |
| Prima stagione (26 episodi)   | |                   |                     |
| 1                             | Il Mondo Interno / ? 「地下世界」 - Chika sekai – "Il mondo sotterraneo"                                               | 5 aprile 2006     | 6 ottobre 2008      |
| 2                             | Non arrenderti mai! / Faccia a faccia con il nemico 「アラクナ城へ」 - Arakuna-jō e – "Verso il castello di Arachna"   | 12 aprile 2006    | 8 ottobre 2008      |
| 3                             | Primi passi ad Arachna / Dimostrazione di valore 「勇者の資格」 - Yūsha no shikaku – "Le qualifiche dell'eroe"         | 19 aprile 2006    | 10 ottobre 2008     |
| 4                             | Si entra in azione / La trappola 「一輪の花」 - Ichirin no hana – "Un singolo fiore"                                   | 26 aprile 2006    | 13 ottobre 2008     |
| 5                             | Re Arachna Primo / La collina dei campioni 「勇者の丘」 - Yūsha no oka – "La collina degli eroi"                       | 3 maggio 2006     | 15 ottobre 2008     |
| 6                             | Sfera luminosa / Un piano malvagio 「キラキラの球」 - Kirakira no tama – "La sfera scintillante"                       | 10 maggio 2006    | 17 ottobre 2008     |
| 7                             | Potere principesco / Diplomazia 「ルメンの理由」 - Rumen no riyū – "Il motivo di Lumen"                                | 17 maggio 2006    | 20 ottobre 2008     |
| 8                             | Il guerriero errante / Il segreto del cavaliere 「放浪のマグマ」 - Hōrō no Maguma – "Magma il vagabondo"               | 24 maggio 2006    | 22 ottobre 2008     |
| 9                             | La vacanza di Hunter / Un po' di riposo 「戦士の休日」 - Senshi no kyūjitsu – "La vacanza di un soldato"               | 31 maggio 2006    | 24 ottobre 2008     |
| 10                            | La maschera di Aqune / Amica o nemica? 「アクーネ」 - Akūne – "Aqune"                                                  | 7 giugno 2006     | 27 ottobre 2008     |
| 11                            | Distrazione fatale / Scontro con inganno 「コロシアム」 - Koroshiamu – "Coliseum"                                      | 14 giugno 2006    | 29 ottobre 2008     |
| 12                            | La chiave della distruzione / Fratello e sorella 「オラクルの鍵」 - Orakuru no kagi – "La chiave dell'Oracolo"         | 21 giugno 2006    | 31 ottobre 2008     |
| 13                            | Un nuovo potere / Al tempio dell'Oracolo 「目覚め」 - Mezame – "Risveglio"                                             | 28 giugno 2006    | 3 novembre 2008     |
| 14                            | La sfida di Stags / L'importanza dell'umiltà 「スタッグス」 - Sutaggusu – "Stags"                                      | 5 luglio 2006     | 5 novembre 2008     |
| 15                            | Lo Spider fantasma / Suggestione 「災いの影」 - Wazawai no kage – "L'ombra della calamità"                             | 12 luglio 2006    | 7 novembre 2008     |
| 16                            | Il ritorno a casa di Corona / Visita al monumento 「コロナの故郷」 - Korona no furusato – "La città natale di Corona"  | 19 luglio 2006    | 10 novembre 2008    |
| 17                            | Il ritorno di un amico / ? 「友」 - Tomo – "Amico"                                                                     | 26 luglio 2006    | 12 novembre 2008    |
| 18                            | Senza maschera / ? 「ポーシャ」 - Pōsha – "Portia"                                                                     | 2 agosto 2006     | 14 novembre 2008    |
| 19                            | L'amore di Lumen / ? 「恋するルメン」 - Koi suru Rumen – "Lumen innamorato"                                            | 9 agosto 2006     | 17 novembre 2008    |
| 20                            | Un grande eroe / ? 「勇者ブレイド」 - Yūsha Bureido – "L'eroe Brade"                                                   | 16 agosto 2006    | 19 novembre 2008    |
| 21                            | Perché sono una guerriera! / ? 「コロナらしく」 - Korona rashiku – "Essere Corona"                                     | 23 agosto 2006    | 21 novembre 2008    |
| 22                            | Il prezzo della guerra / ? 「裏切り虫」 - Uragiri mushi – "L'insetto traditore"                                        | 30 agosto 2006    | 2 dicembre 2008     |
| 23                            | Il mondo delle tenebre / ? 「光りなき帝国」 - Hikari na ki teikoku – "Vuoto senza luce"                                | 6 settembre 2006  | 4 dicembre 2008     |
| 24                            | La chiave della città / ? 「異国から」 - Ikoku kara – "Da un paese straniero"                                          | 13 settembre 2006 | 9 dicembre 2008     |
| 25                            | Azione ad Arachna / ? 「アクーネ変身」 - Akūne henshin – "La trasformazione di Aqune"                                  | 20 settembre 2006 | 11 dicembre 2008    |
| 26                            | Il nuovo potere di Hunter / ? 「聖なる光」 - Sei naru hikari – "La luce sacra"                                         | 27 settembre 2006 | 16 dicembre 2008    |
| Seconda stagione (26 episodi) | |                   |                     |
| 27                            | Decisione fatale / ? 「ヌウマ国へ」 - Nuuma kouku e – "Verso il regno di Nuuma"                                        | 14 aprile 2007    | 18 dicembre 2008    |
| 28                            | Il viaggio dei campioni / ? 「勇者の旅立ち」 - Yūsha no tabidachi – "Il viaggio di un eroe"                            | 21 aprile 2007    | 23 dicembre 2008    |
| 29                            | Il viaggio / ? 「大河を渡れ」 - Taiga wo watare – "Attraversare il fiume"                                              | 28 aprile 2007    | 30 dicembre 2008    |
| 30                            | La nave fantasma / Attacco alla nebbia 「幽霊船の秘密」 - Yūreisen no himitsu – "Il segreto della nave fantasma"       | 5 maggio 2007     | 5-7 gennaio 2009    |
| 31                            | Paradiso / Un mondo senza guerra 「楽園」 - Rakuen – "Paradiso"                                                        | 12 maggio 2007    | 8-9 gennaio 2009    |
| 32                            | L'eroe / I consigli di un saggio 「伝説の勇者」 - Densetsu no yūsha – "L'eroe leggendario"                             | 19 maggio 2007    | 12-13 gennaio 2009  |
| 33                            | La sfortuna di Grasshop / Verità e amicizia 「王子達の苦難」 - Ōji-tachi no kunan – "Le prove del gruppo del principe" | 26 maggio 2007    | 14-15 gennaio 2009  |
| 34                            | Riunioni / Tutti insieme 「別れと再会と」 - Wakare to saikai to – "Separarsi e incontrarsi di nuovo"                   | 2 giugno 2007     | 16-19 gennaio 2009  |
| 35                            | Spie e bugie / La scelta 「信じる者」 - Shinjiru mono – "Qualcuno in cui credere"                                      | 9 giugno 2007     | 20-21 gennaio 2009  |
| 36                            | Il castello di Nuuma / Attacco a sorpresa 「ヌウマ城」 - Nuuma jō – "Il castello di Nuuma"                             | 16 giugno 2007    | 22-23 gennaio 2009  |
| 37                            | Amara vendetta / Pronto a combattere 「決闘」 - Kettō – "Duello"                                                       | 23 giugno 2007    | 26 gennaio 2009     |
| 38                            | Lo spirito del guerriero / Nuova trasformazione 「決着」 - Ketchaku – "Insediamento"                                   | 30 giugno 2007    | 27 gennaio 2009     |
| 39                            | I guardiani della vita / ? 「命のために」 - Inochi no tame ni – "Per amore della vita"                                 | 7 luglio 2007     | 28 gennaio 2009     |
| 40                            | Discepola dell'Oracolo / ? 「精霊の巫女」 - Seirei no miko – "Spirito nubile"                                          | 14 luglio 2007    | 29 gennaio 2009     |
| 41                            | Sulla via del ritorno / ? 「新たなる脅威」 - Aratanaru kyōi – "Una nuova minaccia"                                     | 21 luglio 2007    | 30 gennaio 2009     |
| 42                            | Presagio / ? 「消えゆく光」 - Kie yuku hikari – "La luce morente"                                                      | 28 luglio 2007    | 2 febbraio 2009     |
| 43                            | Senza ali / ? 「飛べない蝶」 - Tobenai chō – "Farfalla incapace di volare"                                             | 4 agosto 2007     | 3 febbraio 2009     |
| 44                            | Mancanza di fiducia / ? 「届かぬ想い」 - Todokanu omoi – "Sentimenti che non possono essere raggiunti"                 | 11 agosto 2007    | 4 febbraio 2009     |
| 45                            | Il labirinto / ? 「ラビリンス」 - Raburinsu – "Labirinto"                                                              | 25 agosto 2007    | 5 febbraio 2009     |
| 46                            | Paura del buio / ? 「皇帝と勇者」 - Kōtei to yūsha – "L'imperatore e l'eroe"                                           | 1º settembre 2007 | 6 febbraio 2009     |
| 47                            | Inganni tenebrosi / Un passo indietro 「勇者の奥義」 - Yūsha no ōgi – "I segreti dell'eroe"                            | 8 settembre 2007  | 9-10 febbraio 2009  |
| 48                            | La trappola di Lord Mantide / Insetto da combattimento 「皇帝の罠」 - Kōtei no wana – "La trappola dell'imperatore"    | 15 settembre 2007 | 11-12 febbraio 2009 |
| 49                            | Bentornata! / Tentativo di riscatto 「おかえり」 - Okaeri – "Bentornata"                                               | 22 settembre 2007 | 13-16 febbraio 2009 |
| 50                            | L'arca del destino / Nel regno del nemico 「太陽の舟」 - Taiyō no fune – "L'arca del sole"                             | 29 settembre 2007 | 17-18 febbraio 2009 |
| 51                            | Uniti contro il nemico / Un regno da difendere 「世界のために」 - Sekai no tame ni – "Per amore del mondo"             | 6 ottobre 2007    | 19-20 febbraio 2009 |
| 52                            | Arachna Power! / Vittoria finale 「結果オーライ」 - Kekka orai – "Va bene"                                             | 13 ottobre 2007   | 23-24 febbraio 2009 |

## Home video

### Giappone
Gli episodi di Spider Riders sono stati pubblicati per il mercato home video nipponico in edizione DVD dal 25 luglio al 19 dicembre 2007 divisi in due box.
| N° | Data             | Episodi | Fonte  |
| -- | ---------------- | ------- | ------ |
| 1  | 25 luglio 2007   | 1-26    | [ 47 ] |
| 2  | 19 dicembre 2007 | 27-52   | [ 47 ] |

### Italia
Gli episodi di Spider Riders sono stati pubblicati da Hobby & Work per il mercato home video italiano in edizione DVD dal 2008 in 26 dischi contenenti 2 episodi l'uno.
In seguito è uscita una ristampa in cui ogni disco conteneva tre episodi anziché due come nell'originale.